# 韩宁镐
韩宁镐（德语：Bischof Augustin Henninghaus,  S.V.D.，1862年9月11日—1939年7月20日）罗马天主教主教。
1862年9月11日，韩宁镐生于德国门登，1879年加入圣言会，1885年成为神父，次年受杨生·爱诺德派遣来华传教。开始在阳谷县坡里庄学汉语，1888年，在坡里教会学校和修道院任教。1892年，随教会学校搬到济宁。1893年，先后到曹州府、单县、定陶传教。1899年到青岛玛利亚方济各传教修女会学校任教。1904年到兖州修道院任教，同年8月7日被教皇庇护十世任命为继安治泰之后天主教兖州教区第二任主教。1904年10月30日祝圣，1935年6月退休，1939年7月20日在兖州逝世。
著有《德华大辞典》。